# Tri-Wing

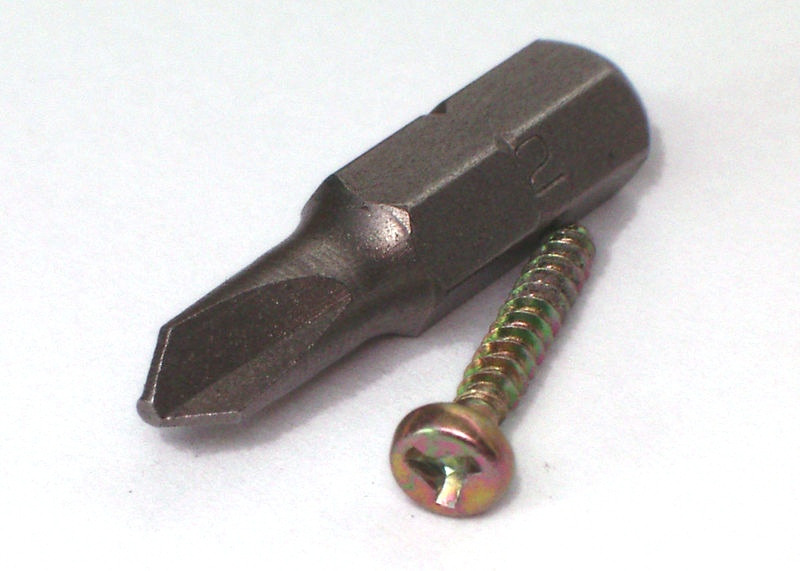
Grot końcówki wymiennej wkrętaka i wkręt typu Tri-Wing

Tri-Wing - typ grotu wkrętaka oraz nacięcia łba wkręta.
Występuje w pięciu wielkościach (oznaczeniach): TW1, TW2, TW3, TW4 i TW5. 

Trzy nacięcia łba wkręta (i występy grotu wkrętaka) umieszczone są skośnie pod kątem 120 stopni.

Stosowany często w domowym sprzęcie AGD - zabezpieczonym  w ten sposób przed rozebraniem przez użytkownika.